# Aster Afwork Gebrekirstos
Aster Afwork Gebrekirstos F AAS TWAS es una científica etíope y profesora de agroforestería en el Centro Mundial de Agroforestería (ICRAF).

## Temprana edad y educación
Aster Gebrekirstos nació en Shire, Tigray, Etiopía, como la primogénita de una familia de siete. Su intención era ser médica pero sus resultados en el instituto no fueron lo suficiente para seguir persiguiendo esa profesión y tuvo que elegir entre la enseñanza y la silvicultura y eligió esta última. 
Obtuvo una Licenciatura en Ciencias Forestales de la Universidad Haramaya. Permaneció en la Universidad Haramaya como asistente graduada inmediatamente después de obtener su licenciatura antes de ganar la beca Netherland y completar un máster en Ciencias en la Universidad de Wageningen (1996-1998). Ocupó un puesto como profesora en la Facultad de Silvicultura Wondo Genet de la Universidad de Hawassa . 
Recibió una beca del Servicio Alemán de Intercambio Académico (DAAD) para realizar un doctorado en Filosofía en la Universidad de Gottingen en Alemania (2001-2005). Después de su doctorado, se incorporó como investigadora postdoctoral en el Departamento de Biofísica y Bioquímica de la Universidad de Umeå, Suecia (2006-2008) antes de ir al ICRAF, Kenia y a la Universidad de Göttingen, Alemania (2009-2011). 

## Carrera e investigación
Como dendrocronóloga, inauguró un laboratorio de dendrocronología en Etiopía en 2009, el laboratorio de dendrocronología en la Facultad de Silvicultura y Recursos Naturales Wondo Genet en 2010 y el laboratorio de dendrocronología del Centro Mundial Agroforestal en Kenia en 2013.  
Su investigación se centra en la dendroisotopía,   el cambio climático,   las relaciones planta-agua,   y la silvicultura social.  Gebrekirstos es profesora invitada en el Centro de Servicios Científicos de África Occidental sobre Cambio Climático, programa de Uso Adaptado de la Tierra (WASCAL), Universidad de Ciencias Aplicadas de Dresde, Centro de Estudios Internacionales de Posgrado en Gestión Ambiental (CIPSEM).    Se desempeña como Presidenta del Comité de Medio Ambiente en la Academia Africana de Ciencias y coordinadora adjunta del Grupo de Trabajo de IUFRO sobre Patrones y Tendencias Globales de Mortalidad de Árboles del Consejo de Liderazgo Científico del Instituto de Investigación de Montañas. 

## Premios y reconocimientos
Fue elegida miembro de la Academia Africana de Ciencias en 2017. 
Miembro de la Academia Mundial de Ciencias en 2021. 
Miembro de la Academia Internacional de Ciencias de la Madera en 2021.  
En 2014, recibió el Premio Africano del Clima por su investigación de excelencia en adaptación y mitigación del clima. También es la ganadora del Premio Especial 2019 a la Ciencia Innovadora; un concurso africano para jóvenes profesionales y mujeres científicas organizado por el Centro Técnico para la Cooperación Agrícola y Rural ACP-UE (CTA), Estudios de Política Tecnológica Africana (ATPS), Alianza para una Revolución Verde en África (AGRA), Foro para la Investigación Agrícola en África (FARA), el Foro de Universidades Regionales para el Desarrollo de Capacidades en Agricultura (RUFORUM) y la Nueva Asociación para el Desarrollo de África (NEPAD).  

## Publicaciones Seleccionadas
- Aster Gebrekirstos, Ralph Mitlöhner, Demel Teketay, Martin Worbes (2008/10). "Relaciones clima-crecimiento de las especies de árboles dominantes de los bosques de sabana semiáridos de Etiopía" . Árboles 22:631-641
- Aster Gebrekirstos, Demel Teketay, Masresha Fetene, Ralph Mitlöhner (2006). "Adaptación de cinco especies de árboles y arbustos concurrentes al estrés hídrico y su implicación en la restauración de tierras degradadas" . Ecología y Manejo Forestal 229:1-3 259-267
- Aster Gebrekirstos, Martin Worbes, Demel Teketay, Masresha Fetene, Ralph Mitlöhner (1/4/2009). "Proporciones de isótopos de carbono estables en anillos de árboles de especies concurrentes de trópicos semiáridos en África: patrones y señales climáticas" . Cambio global y planetario 66:3-4 253-260
- Abiyu A, Mokria M, Gebrekirstos A, Bräuning A. (2018). El registro de los anillos de los árboles en los bosques de iglesias de Etiopía revela diferencias generacionales sucesivas en las tasas de crecimiento y eventos de perturbación. Ecología y gestión forestal 409: 835–844.
- Mokria M, Gebrekirstos A, Abiyu A, Noordwijk M, Bräuning A. (2017). "El registro de precipitaciones en anillos de árboles de varios siglos revela una frecuencia cada vez mayor de eventos secos extremos en la cuenca superior del río Nilo Azul" . Biología del cambio global 23: 12 5436–5454.